# Буров Яків
Буров Яків — визначний більшовик, публіцист, партійний, громадський і господарський діяч. Проживав в місті Валдай Новгородскої області. (народився у 1871 році — † після 1927 року) Став відомим написаним ним книгам. Ймовірно став жертвою репресій (геноциду).
Псевдонім якогось іншого автора, котрий відігравав вагому роль в більшовицькій партії, що є більш ймовірним.

## Праці
- Что означает закон о свободе совести и отделении церкви от государства?[2] Гос. изд-во, 1921 - 16 стор.
- Красный трактир[3] Гос. изд-во, 1923 — 34 стор.
- Деревня на переломе: год работы в деревне.[4] Госиздать, 1926 — 278 стор.
- Дом крестьянина: как их организовать и какие задачи им поставить.[5] Гос. изд-во, 1923 — 123 стор.